# Незвичайні пригоди Алі в країні Недоладії
«Незвича́йні приго́ди А́лі в краї́ні Недола́дії» — казкова повість української письменниці Галини Малик, видана 1990 року. Сюжет розповідає про пригоди дівчинки Алі, яка через те, що недоробляла свої справи до кінця, потрапляє у чарівну країну Недоладію. В основі ідеї твору лежить засудження лінощів та спонукання до праці.

## Сюжет
Події казки розпочинаються в кімнаті Алі, де з'являється дивний чоловічок. Він повинен, за невиконану до кінця соту справу, перенести Алю в країну Недоладію. Перший кого вона зустрічає, це Недоладько. Він пояснює, що вибратися з країни міг би допомогти король Недороль. У замку правителя вони зустрічають служницю Недолюшку, що з'явилася з недоказаної казки. Недороль розповідає Алі, що створив Недоладію з незавершених речей. Але сам він мало що вирішує, бо всім у замку керує Перший Недорадник — якого Аля колись недомлювала. Аля помічає як Недораднику звітується Недочеревик — той самий чоловічок, який переніс її до Недоладії. Недоладько підказує Алі відвідати будинок Недочеревика.
Пробравшись всередину, Аля виявляє, що в будинку виконуються всі бажання. Вона думає загадати повернутися додому, але згадує, що ззовні на неї чекає Недоладько. Недочеревик замикає дівчинку в кімнаті, звідки вона не може вибратися. Проте Аля знаходить книгу, де написано, що опівночі можна покинути Недоладію, якщо доробити всі свої незавершені справи. Вона вибирається з будинку та вирішує допомогти жителям Недоладії.
Щоб точно знати коли буде опівніч, Аля вирішає на пошуки годинникаря, який полагодив би хоч один годинник. Однак, годинникар перебуває у вежі в королівському замку. Вона підглядає за Недорадником, але він помічає її та схоплює. Він наказує замкнути дівчинку в підземеллі на наступної ночі, опівночі, стратити за те, що вона знає державні таємниці. Король шкодує, що так сталося, але йому не вистачає сміливості заперечити наказу Недорадника. Недолюшка придумує викрасти шолом Недорадника (він слугує йому замість голови), щоб той не міг командувати стратою, і допомагає Алі втекти.
Коли дівчинка знаходить годинникаря Недожденя, він повідомляє, що не може полагодити годинник, бо запасну стрілку хтось украв. Коли вони вирушають на пошуки, то розуміють, що один з вартових узяв стрілку собі замість списа. Недождень відбирає стрілку. Тим часом Недорадника посадили до в'язниці, бо він порозкидав усе довкола, шукаючи свого шолома.
Коли годинник полагоджено, Аля домальовує Недоладька, який вирішує лишитися в Недоладії та дарує Недолюшці те, чого їй бракувало — черевичок. Однак, вона вважає, що бути принцесою не так вже й добре. Жителі Недоладії доробляють невиконані справи. Аля промовляє закляття, яке бачила раніше в книзі, та повертається додому. Вона домальовує Недорадника, який тоді зникає з Недоладії. Аля також вирішує попередити інших дітей, щоб вони завершували свої справи.

## Структура твору
| Розділ перший, у якому починаються чудеса Розділ другий, у якому Аля потрапляє у країну Недоладію Розділ третій, у якому Аля знайомиться з першим недоладянином Розділ четвертий, у якому Недоладько розповідає про дивні речі Розділ п'ятий, у якому Аля вперше доводить справу до кінця Розділ шостий, у якому Аля все більше дивується диву Розділ сьомий, у якому Аля вперше чує про Першого Недорадника Розділ восьмий, у якому Аля пробирається до замку Недороля Десятого | Розділ дев'ятий, у якому Недопопелюшка ризикує життям Розділ десятий, у якому Аля зустрічається з Недоролем Десятим Розділ одинадцятий, у якому Аля дізнається про Державну Таємницю Розділ дванадцятий, у якому Аля дізнається, з чого побудовано Недоладію Розділ тринадцятий, у якому Аля впізнає Першого Недорадника Розділ чотирнадцятий, у якому Аля вирішує йти у розвідку Розділ п'ятнадятий, у якому Аля проникає до незвичайного будиночка Розділ шістнадцятий, у якому Аля читає чарівну книгу | Розділ сімнадцятий, у якому Аля спробувала ще раз довести справу до кінця Розділ вісімнадцятий, у якому Аля потрапляє до рук Першого Недорадника Розділ дев'ятнадцятий, у якому Недороль Десятий підписує наказ про Алину страту Розділ двадцятий, у якому Аля опиняється у підземеллі Розділ двадцять перший, у якому Аля, якби вона не спала, могла б почути дивну розмову Розділ двадцять другий, у якому в підземелля спускається Недороль Десятий Розділ двадцять третій, у якому Недопопелюшка приходить Алі на допомогу | Розділ двадцять четвертий, у якому виявляється, що полагодити годинник неможливо Розділ двадцять п'ятий, у якому всі вирушають на розшуки стрілки Розділ двадцять шостий, у якому ми дізнаємося, чому Перший Недорадник опинився за гратами Розділ двадцять сьомий, у якому Аля не впізнає деяких давніх друзів Розділ двадцять восьмий, у якому настає час прощатися Розділ двадцять дев'ятий, останній, і хоча він дуже короткий, його не можна вважати недоробленим, бо такі вони і є, ці останні розділи, які ще звуться епілогами |

## Герої твору
- Аля — головний персонаж твору, школярка, справжнє ім'я Галя.
- Недочеревик — персонаж казки, який стежить за тими, хто не доробляє справи і переносить їх та їх вироби за допомогою заклинання в Недоладію.
- Недоладько — має дивну зовнішність (без одного вуха, з закороткою ногою та неправильним носом), проте він люб'язний, товариський, добрий, допомагає Алі, дуже любить свою країну.
- Перший Недорадник — головний негативний персонаж казки. Він опинився в Недоладії через те, що Аля не домалювала йому голову. З цієї причини замість голови носить шолом від лицарського обладунка. Мріє стати королем.
- Недороль Десятий — правитель Недоладії. Він непоганий, але має м'який характер як для короля і саме тому не володіє потрібним авторитетом, бо піддається чужим думкам.
- Недопопелюшка — служниця в королівському замку. Доброзичлива, співчутлива, працьовита.
- Недоштанько — власник Недотелю. Він постійно незадоволений і роздратований.
- Недождень — годинникар, який полагодив годинник в Недоладії, тим самим допоміг Алі повернутися додому.